# Sillago
Sillago es un género de peces de la familia Sillaginidae en el orden de los Perciformes.

## Especies
Las especies de este género son:
- Sillago aeolus Jordan & Evermann, 1902
- Sillago analis Whitley, 1943
- Sillago arabica McKay & McCarthy, 1989
- Sillago argentifasciata Martin & Montalban, 1935
- Sillago asiatica McKay, 1982
- Sillago attenuata McKay, 1985
- Sillago bassensis Cuvier, 1829
- Sillago boutani Pellegrin, 1905
- Sillago burrus Richardson, 1842
- Sillago caudicula Kaga, Imamura & Nakaya, 2010
- Sillago chondropus Bleeker, 1849
- Sillago ciliata Cuvier, 1829
- Sillago flindersi McKay, 1985
- Sillago indica McKay, Dutt & Sujatha, 1985
- Sillago ingenuua McKay, 1985
- Sillago intermedius Wongratana, 1977
- Sillago japonica Temminck & Schlegel, 1843
- Sillago lutea McKay, 1985
- Sillago macrolepis Bleeker, 1859
- Sillago maculata Quoy & Gaimard, 1824
- Sillago megacephalus Lin, 1933
- Sillago microps McKay, 1985
- Sillago nierstraszi Hardenberg, 1941.
- Sillago parvisquamis Gill, 1861
- Sillago robusta Stead, 1908)
- Sillago schomburgkii Peters, 1864
- Sillago sihama (Forsskal, 1775)
- Sillago sinica Gao & Xue, 2011
- Sillago soringa Dutt & Sujatha, 1982
- Sillago vincenti McKay, 1980
- Sillago vittata McKay, 1985